# Фонтен, Луи Октав
Луи Октав Фонтен (фр. Louis Octave Fontaine; 1762—1812) — французский военный деятель, полковник (1795 год), барон (1810 год), участник революционных и наполеоновских войн.

## Биография
Начал военную службу 19 ноября 1778 года в пехотном полку Пуату. Участвовал в войне за независимость США в 1779-82 годах. Под началом генерала Рошамбо принимал участие в осаде Пенсаколы.
С 17 сентября 1789 года по 1 января 1791 года служил 9-м батальоне Национальной гвардии Парижа. 7 августа 1792 года произведён в бригадир-фурьеры 32-й дивизии жандармерии, служил в Северной армии. Ранен при осаде Менена ударом штыка в грудь. 1 мая 1793 года произведён в младшие лейтенанты и стал аджюданом 19-го конно-егерского полка, сражался в Вандее в Западной армии. 18 ноября 1793 года получил звание капитана штаба и служил под началом полковника штаба Бофора. 18 июня 1794 года утверждён в звании командира эскадрона штаба. 13 июня 1795 года произведён в полковники штаба. 22 августа 1795 года женился в Париже на Аделаиде Делобель (фр. Adélaïde Constance Delobel; 1773—), от которой имел четырёх детей. Участвовал в неудачной Ирландской экспедиции. 27 августа 1798 года отличился при Кастльбаре, где во главе 43 конных егерей из 3-го полка разбил английский полк, и захватил 4 орудия. За свои действия в этот день он заслужил чин бригадного генерала, который был ему присвоен прямо на поле битвы. Однако Директория не подтвердила это назначение. Через несколько дней Фонтен попал в плен после боя у Коннангена, и смог вернуться во Францию 31 декабря 1798 года, в результате обмена военнопленными. Был сразу же отправлен в Дунайскую армию под командование генерала Журдана и 21 марта 1799 года был назначен начальником штаба дивизии Лефевра. Отличился в битве при Острахе. 4 мая 1799 года назначен начальником штаба 4-й дивизии Сульта. С октября по 10 ноября 1799 года принимал участие в осаде Филипсбурга под началом Делаборда.
В 1800 году переведён в 26-й военный округ, а 23 сентября 1801 года назначен начальником штаба 24-го военного округа. 28 октября 1803 года переведён в лагерь Сент-Омер и назначен начальником штаба 3-й пехотной дивизии Леграна. 27 ноября 1803 года переведён в лагерь Брест. 20 сентября 1805 года назначен начальником штаба 2-й дивизии тяжёлой кавалерии, одновременно возглавил 2-ю бригаду этой дивизии. Отличился при Аустерлице и Гофе. Был ранен при Прейсиш-Эйлау, и был вынужден отправиться во Францию на лечение.
10 марта 1808 года зачислен в состав дивизии резервной кавалерии, с которой был послан в Испанию 17 октября. 11 марта 1809 года прикреплён к штату маршала Бертье, и принял участие в Австрийской кампании 1809 года. 19 мая 1810 года направлен в Испанию, однако был вынужден вернуться во Францию спустя какое-то время для восстановления своего здоровья. Затем служил у генерала Байи при штабе армии. Умер в Париже 17 мая 1812 года.

## Воинские звания
- Солдат (19 ноября 1778 года);
- Бригадир-фурьер (7 августа 1792);
- Младший лейтенант (1 мая 1793 года);
- Капитан штаба (18 ноября 1793 года);
- Командир эскадрона штаба (18 июня 1794 года);
- Полковник штаба (13 июня 1795 года);
- Бригадный генерал (27 августа 1798 года, не утверждён).

## Титулы
- Барон Фонтен и Империи (фр. baron Fontaine et de l'Empire; декрет от 15 августа 1809 года, патент подтверждён 25 марта 1810 года в Компьене)[2][3].

## Награды
Легионер ордена Почётного легиона (11 декабря 1803 года)
 Офицер ордена Почётного легиона (14 июня 1804 года)
 Коммандан ордена Почётного легиона (25 декабря 1805 года)